# Kataklysm
Kataklysm (česky znamená kataklyzma – přírodní pohroma) je kanadská hudební skupina hrající death metal, ačkoli první dvě alba spadají spíše do žánru grindcore. Svůj hudební projev označuje jako "northern hyperblast". Byla založena v roce 1991.

## Historie
V roce 1992 Kataklysm vydali třískladbové demo s názvem The Death Gate Cycle of Reincarnation. Tímto počinem si začali získávat uznání a také navázali kontakty s německým vydavatelstvím Nuclear Blast.
V roce 1994 podepsali Kataklysm nahrávací smlouvu a nahráli další demo The Vortex of Resurrection, poté následuje debutové minialbum The Mystical Gate of Reincarnation. Kapela ukázala světu novou tvář brutální hudby. Kritici se shodují — na Kataklysm se jen tak nezapomene.[zdroj?]
V roce 1995 vydala kapela své první dlouhometrážní album Sorcery. V témže roce se vydali na evropské turné s kapelami Deicide, Cathedral, Brutal Truth, Sinister a Fleshcrawl, turné poté pokračovalo i v USA, Kanadě a v Mexiku.
V roce 1996 vydala kapela své druhé album Temple of Knowledge, které je techničtější a brutálnější. Za zmínku stojí singl The Awakener (Buditel).
V roce 1997 nastaly problémy s vydavatelem Nuclear Blast[zdroj?], ale i přesto vydali kapele reedice The Mystical Gate of Reincarnation a Sorcery spolu s bonusovými skladbami.
Z kapely také odchází zakládající člen, zpěvák Sylvain Houde. Za mikrofonem ho nahrazuje baskytarista Maurizio Iacono. Kapela se uchyluje pod křídla nahrávací firmy Hypnotic International a vydává CD Victims of This Fallen World – na tomto albu kapela začíná používat prvky hardcoru a doom metalu. Ve stejném roce se vydávají na turné s kapelami Vader, Fleshcrawl, Cannibal Corpse a Dark Funeral po Evropě. Kapela také vydává limitované live album s názvem Northern Hyperblast Live, které bylo vydáno pouze v Německu a Kanadě.
V roce 1999 Kataklysm odcházejí od Hypnotic International a znovu podepisují smlouvu s Nuclear Blast — problémy byly vyřešeny.
V roce 2000 kapela vydává své již čtvrté album s názvem The Prophecy. Album je kritikou velmi dobře přijato s stává se uznávaným. Produkoval jí kytarista kapely Jean-Francois Degenais, stejně jako předchozí počin. Následují další koncerty a v roce 2001 CD s názvem Epic: The Poetry of War a o rok později Shadows & Dust.
V roce 2004 přišli Kataklysm s albem nazvaným Serenity in Fire, které na mnohé působí "měkkčím" dojmem než alba předchozí.
V roce 2006 kapela oznámila, že má nového člena – stvoření na obalu jejich nového CD s názvem In the Arms of Devastation. Je to démon se srdcem v ruce, nazvaný „heartbeast“. Frontman Maurizio Iacono to komentoval tak, že k němu dospěli po skvělých ohlasech a přirovnal ho k Eddiemu, maskotovi britské kapely Iron Maiden.
Rok 2008 přinesl opět po dvou letech nové album s názvem Prevail.

## Logo
Logo kapely stvořili bubeník Ariel Saied a zpěvák Sylvain Houde společně s baskytaristou Mauriziem Iaconem. Nejdříve byl kruh s hvězdou uprostřed a nápisem Kataklysm v půlkruhu okolo něj. Poté jej Iacono přepracoval, jednotlivá písmena nápisu Kataklysm v podobě blesků obepínají emblém Necronomiconu, brány mezi dobrou a zlou stranou světa. Logo je dobře patrné např. na minialbu Vision the Chaos z roku 1994.

## Členové skupiny

### Současní členové
- Maurizio Iacono – zpěv, dříve baskytara
- Jean-Francois Dagenais – kytara
- Stephane Barbe – baskytara
- Olivier Beaudoin – bicí

### Bývalí členové
- Max Duhamel – bicí
- Sylvain Houde – zpěv
- Martin Murais – bicí
- Nick Miller – bicí
- Ariel Saied – bicí

## Diskografie
Dema
- The Death Gate Cycle of Reincarnation (1992)
- The Vortex of Resurrection (1993)
- Rehearsal (1993)

EP
- The Mystical Gate of Reincarnation (1993)
- Vision the Chaos (1994)

Studiová alba
- Sorcery (1995)[5]
- Temple of Knowledge (Kataklysm Part III) (1996)[6]
- Victims of This Fallen World (1998)
- The Prophecy: Stigmata of the Immaculate (2000)
- Epic: The Poetry of War (2001)
- Shadows & Dust (2002)
- Serenity in Fire (2004)
- In the Arms of Devastation (2006)
- Prevail (2008)
- Heaven's Venom (2010)
- Waiting for the End to Come (2013)
- Of Ghosts and Gods (2015)
- Meditations (2018)
- Unconquered (2020)
- Goliath (2023)

Živá alba
- Northern Hyperblast Live (1998)
- Live in Deutschland – The Devastation Begins (2007)
- Iron Will: 20 Years Determined (2012) – obsahuje 2 DVD + 2 CD

Singly
- Taking the World by Storm (2008)
- Cross the Line of Redemption (2010)
- Determined (Vows of Vengeance) (2010)
- Iron Will (2012)
- Thy Serpent's Tongue (2015)